# Zatoka Amurska
Zatoka Amurska (ros. Амурский залив, Amurskij zaliw) – jedna z zatok, na które dzieli się rosyjska Zatoka Piotra Wielkiego, stanowi jej północno–zachodnią część. Ma ok. 65 km długości i 10–20 km szerokości, a jej średnia głębokość to 20 metrów. Z sąsiednią Zatoką Ussuryjską łączy ją cieśnina Wschodni Bosfor, do zatoki uchodzą rzeki Razdolnaja i Amba. Nad zatoką zlokalizowane są liczne sanatoria, uzdrowiska i ośrodki wypoczynkowe.
Na wschodnim brzegu położone jest miasto Władywostok.